# Microcavia shiptoni
Espèce
Statut de conservation UICN

 NT  : Quasi menacé
Microcavia shiptoni est une espèce de Rongeurs de la famille des Cavidés. Ce petit mammifère terrestre fait partie du genre Microcavia qui regroupe les cobayes de montagne. Il est endémique d'Argentine.
L'espèce a été décrite pour ma première fois en 1925 par le mammalogiste anglais Oldfield Thomas.